# Ontario Highway 71
Der King’s Highway 71 in der kanadischen Provinz Ontario gehört zum Trans-Canada Highway-Netz. Er ist Teil des südlichen Arms in Westontario und hat eine Länge von 194 km.

## Streckenverlauf
Der Highway hat seinen Beginn 20 km westlich von Kenora am Highway 17. Er führt nach Süden, 4 km nach Beginn des Highways stößt er auf den Rushing River Provincial Park, den er auch durchquert. Die Straße wendet sich nach Osten und verläuft südlich der Grenze zum Eagle Dogtooth Provincial Park. Am Andy Lake wiederum ändert sich die Richtung erneut nach Süden. Nach 27 km vollführt die Strecke eine Schleife, die den Sioux Narrow Provincial Park umschließt.

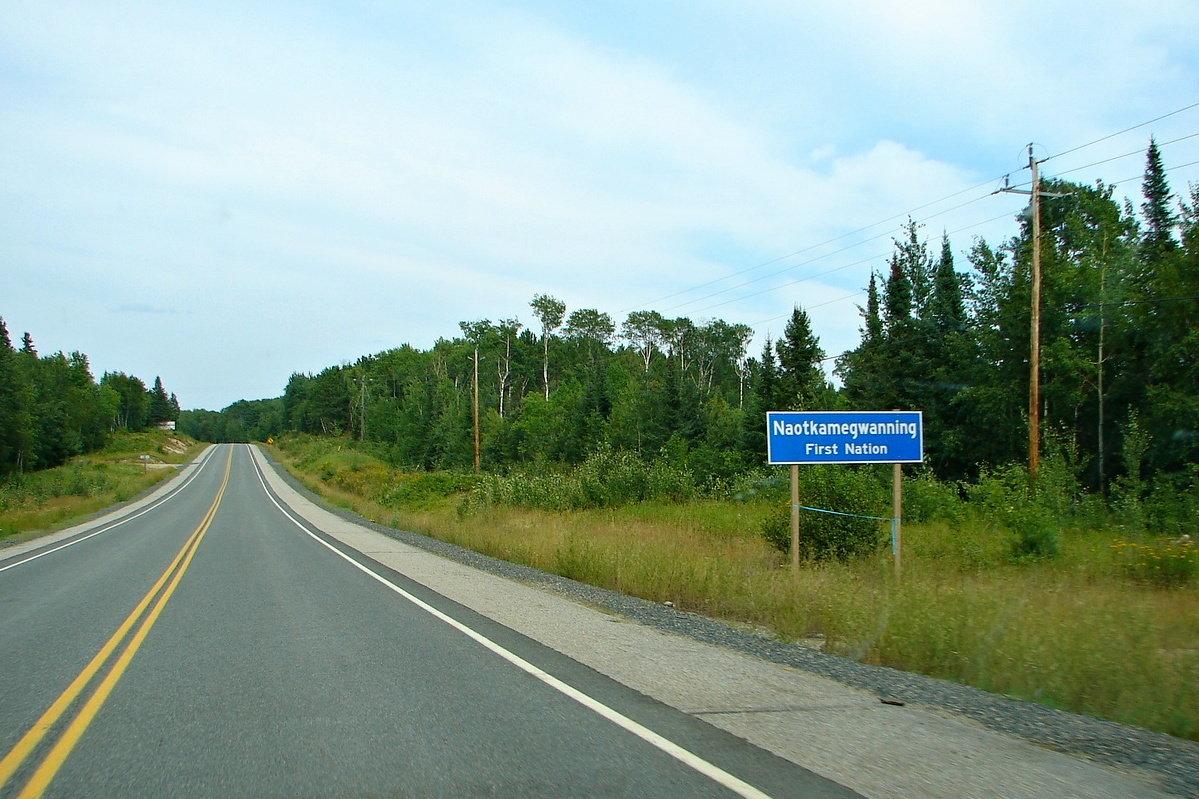
Highway 71 bei Naotkamegwannig, nördlich von Sioux Narrows

Am westlichsten Punkt der Schleife befindet sich die Sioux Narrow Bridge, die über den Sioux Narrows führt. Dieser bildet die Verbindung zwischen dem Lake of the Woods und der Whitefish Bay dar. Nach der Schleife verläuft die Route wieder nach Süden. Vorbei am Caliper Provincial Park verlässt die Strecke den Bereich des kanadischen Schilds und gelangt in eine sehr fruchtbare Region. 6 km westlich von Emo trifft der Highway auf den Rainy River, dem er nach Osten hin folgt. Dieser Fluss bildet die natürliche Grenze zu den Vereinigten Staaten, Minnesota.
Am Rainy River trifft der Highway auch auf Ontario Highway 11, der von Westen her kommt. Bis Fort Frances verlaufen beide Highways in gemeinsamer Streckenführung. Bei Emo verlassen die Highways wieder den Rainy River und führen auf direktem Wege nach Fort Frances. Dort trennen sich die Strecken wieder, Highway 11 führt nach Nordosten, Highway 71 überquert den Rainy River. Diese Brücke ist gebührenpflichtig und führt in die Vereinigten Staaten in die Stadt International Falls. Dort wird Highway 71 als U.S. Highway 71 weitergeführt, der bis in den Süden der Vereinigten Staaten führt.